# Tryncza
Tryncza (Sulima odmienna) – polski herb szlachecki z nobilitacji, odmiana herbu Sulima.

## Opis herbu
Opis z wykorzystaniem zasad blazonowania, zaproponowanych przez Alfreda Znamierowskiego:
Na tarczy dwudzielnej w pas, w polu górnym, srebrnym, pół orła czarnego;
W polu dolnym, czerwonym, trzy kamienie złote (2 i 1).
Klejnot: czarny orzeł dwugłowy, trzymający dziobami chorągiew o strefach złotej i czerwonej.
Labry czerwone, podbite srebrem.
Na rysunku pochodzącym prawdopodobnie z XIX wieku, w klejnocie znajdują się dwie skrzyżowane chorągwie.

## Najwcześniejsze wzmianki
Nadany Feliksowi, wójtowi z Trynczy, rotmistrzowi królewskiemu 24 marca 1540. Herb powstał z adopcji do herbu Sulima.

## Herbowni
Ponieważ herb Tryncza był herbem własnym, prawo do posługiwania się nim przysługuje tylko jednemu rodowi herbownemu:
Tryncza.